# Тэтчер, Торин
Торин Тэтчер (15 января 1905 — 4 марта 1981) — британский киноактёр, известен ролью злодея в кинофильме о приключениях Синдбада-морехода.

## Биография
Торин Тэтчер учился в Бедфорде, в школе с уклоном в изучении театра и драмы. Он работал учителем до первого появления в Лондонском театре Уэст-энда в 1927 году, а работу в британском кинематографе начал в 1934 году. Он сыграл в 1937 году в олдвикской постановке пьесы «Гамлет», в которой Лоренс Оливье впервые появился на сцене в главной роли. Во время Второй мировой войны служил в Королевской артиллерии и демобилизовался в звании подполковника.
Наиболее известен по роли в кинофильмам Чарльза Х. Шниира — детским сказкам.

## Личная жизнь
Торин был женат на актрисе Рите Дэниел с 1940 года. Она умерла 14 июля 1951 года. От первого брака был один ребёнок .
В 1952 году Тэтчер женился на Анне Ле Борн, с которой прожил всю оставшуюся жизнь.

## Избранная фильмография
- 1936 — Саботаж — нет в титрах
- 1939 — Костюм шпиона
- 1940 — Джордж из Динки-джаза
- 1942 — Загадочный мистер Кин
- 1946 — Большие надежды — Берти Драммл
- 1948 — Поверженный идол — офицер полиции
- 1952 — Снега Килиманджаро
- 1952 — Пират Чёрная Борода — Генри Морган, губернатор Ямайки
- 1952 — Афера на Тринидаде — Инспектор Смайт
- 1955 — Любовь — самая великолепная вещь на свете — Хамфри Палмер-Джонс
- 1956 — Елена Троянская — Одиссей
- 1957 — Свидетель обвинения — мистер Майерс, государственный прокурор
- 1958 — Седьмое путешествие Синдбада — волшебник Сокура
- 1958 — Рейнджеры Дарби — сержант Мактавиш
- 1959 — Стамбул — Дуглас Филдинг
- 1965 — Кулик — судья Томпсон